# Südliche Burgberghänge
Die Südlichen Burgberghänge sind ein ehemaliges Naturschutzgebiet in den niedersächsischen Gemeinden Bevern und Golmbach in der Samtgemeinde Bevern im Landkreis Holzminden.

## Allgemeines
Das ehemalige Naturschutzgebiet mit dem Kennzeichen NSG HA 166 ist 83 Hektar groß. Es ist Bestandteil des FFH-Gebietes „Burgberg, Heinsener Klippen, Rühler Schweiz“ und des EU-Vogelschutzgebietes „Sollingvorland“ sowie vollständig vom Landschaftsschutzgebiet „Solling-Vogler“ umgeben. Das Naturschutzgebiet stand seit dem 31. März 1994 unter Naturschutz. Zum 10. Dezember 2020 ging es im neu ausgewiesenen Naturschutzgebiet „Südliche Burgberghänge, Weinberge bei Holenberg und Rühle“ auf. Zuständige untere Naturschutzbehörde war der Landkreis Holzminden.

## Beschreibung
Das ehemalige Naturschutzgebiet liegt nördlich von Bevern innerhalb des Naturparks Solling-Vogler. Es stellte den Südhang im westlichen Bereich des Burgberges unter Schutz. Dieser zeichnet sich durch Kalkmagerrasen aus, der teilweise extensiv als Magerweide genutzt wird, teilweise brachgefallen ist. Um der Verbuschung der Magerrasen entgegenzuwirken, werden sie mit Schottischen Hochlandrindern und Gescheckten Bergschafen beweidet. Teilweise sind alte Obstbaumbestände zu finden.
Zum Oberhang hin wachsen überwiegend naturnahe, mesophile Kalkbuchenwälder, wie sie für das Weserbergland typisch sind. An mehreren Stellen befinden sich Wildäcker. Entlang der Feldwege und an den Waldrändern wachsen Trockengebüsche und blütenreiche Krautsäume. Im Naturschutzgebiet siedeln u. a. Weißes Waldvöglein, Männliches Knabenkraut, Gewöhnlicher Fransenenzian und Echte Schlüsselblume. Das Gebiet ist Lebensraum u. a. für die Weinbergschnecke, Insekten, darunter viele Schmetterlinge, und Spinnen.